# Polohivka, Mala Vîska
Polohivka (în ucraineană Полохівка) este un sat în comuna Lenina din raionul Mala Vîska, regiunea Kirovohrad, Ucraina.

## Demografie
Componența lingvistică a localității Polohivka
     Ucraineană (100%)
Conform recensământului din 2001, toată populația localității Polohivka era vorbitoare de ucraineană (100%).